# 839
839 (DCCCXXXIX, na numeração romana) foi um ano comum do século IX, do Calendário Juliano, da Era de Cristo, teve início a uma quarta-feira e terminou também a uma quarta-feira, e a sua letra dominical foi E.
| Ano completo                        |
| ----------------------------------- |
| Ano comum com início à quarta-feira |

## Eventos
- Expedição de Afonso II das Astúrias à região de Viseu.

## Mortes
- Egberto de Wessex, considerado pelos ingleses, como o primeiro rei da Inglaterra (n. 769 ou 771).